# Anonymous (skupina)
Anonymous naziv je za internetski meme koji je nastao 2003. godine. Rabe ga različite skupine i pojedinci unutar cyber kulture s ciljem provođenja raznih akcija i publikacija pod tim nazivom - s ili bez međusobnih konzultacija.
U početku se je pojavio kao zabavni pokret 4chana, a od 2008. Anonymousi se zalažu političkim prosvjedima za slobode govora, neovisnost Interneta i protiv različitih organizacija uključujući Scijentologe, razne vladine ustanove, globalne korporacije i društva za zaštitu autorskih prava.
Sudionici su u početku djelovali samo na internetu, a u međuvremenu su pokrenuli svoje aktivnosti i izvan Interneta. Načini djelovanja Anonymousa obuhvaćaju prosvjede i hakerske napade.
Premda ne postoji - barem očita hijerarhija, općenito je teško potvrditi autentičnost poruka ili informacija dobivenih od anonymousa.